# بازوچه‌ها
بازوچه‌ها (نام علمی: Brachionidium) نام یک سرده از تیره ثعلبیان است.